# مارلین متیوس
مارلین متیوس (انگلیسی: Marlene Mathews؛ زادهٔ ۱۴ july ۱۹۳۴ (۹۰ سال)) ورزشکار دو و میدانی اهل استرالیا است.
وی در مسابقات کشوری و بین‌المللی در مجموع برندهٔ ۲ مدال طلا، ۱ مدال نقره، ۲ مدال برنز شده‌است.